# Chrissa - Che fatica la scuola
Chrissa - che fatica la scuola (An american girl: Chrissa stand strong) è un film del 2009 diretto da Martha Coolidge.

## Trama
Chrissa Maxwell e suo fratello si trasferiscono con la famiglia ad Edgewater.
Chrissa entra a scuola e si accorge subito di non avere delle compagne molto educate, Al contrario il fratello si trova molto bene.
Iniziano i corsi di nuoto, e Chrissa continua a ricevere dei maltrattamenti da parte del gruppetto.
Alla finale di nuoto le ragazze si uniscono e insieme riescono a vincere.